# Championnat du monde de polo 1998
Navigation
Édition précédente Édition suivante
Le championnat du monde de polo 1998, cinquième édition du championnat du monde de polo, a lieu du 21 au 30 août 1998 à Santa Barbara, aux États-Unis. Il est remporté par l'Argentine.